# Hanna Plaß
Hanna Plaß (* 1989 in London), zeitweise auch mit dem Pseudonym Ginger Redcliff, ist eine deutsche Schauspielerin und Musikerin.

## Leben
Hanna Plaß wurde als ältestes von vier Kindern in London geboren. 1992 zog die Familie nach Deutschland in den Landkreis Wunsiedel im Fichtelgebirge. Nach dem Abitur zog Plaß nach München und studierte Schauspiel an der Otto-Falckenberg-Schule. In ihrer Schul- und Studienzeit spielte sie in verschiedenen Bands. Aktuell veröffentlicht sie Musik unter dem international angepasstem Namen Hanna Plass. Nach ihrem Studium spielte sie in mehreren Filmen und Theaterstücken mit.

## Schauspiel
Als vierzehnjährige Schülerin arbeitete Plaß als Statistin bei den Luisenburg-Festspielen, was sie veranlasste, auf eine Schauspielschule zu gehen. Von 2008 bis 2012 studierte sie Schauspiel an der Otto-Falckenberg-Schule. In dieser Zeit war sie auf Münchener Bühnen zu sehen und zu hören. Im Jahr 2013 begannen ihre festen Theater-Engagements und Filmprojekte, zuerst im Ensemble des Stuttgarter Staatstheaters, später als Gast am Theater Bremen und an der Deutschen Oper Berlin. Bisher wirkte Plaß an mehreren Inszenierungen mit, unter anderem:

## Theater und Oper
- Luisenburg-Festspiele:
  - Julia in William Shakespeares Romeo und Julia[6][4][7]
- Residenztheater München:
  - Magd in Heinrich von Kleists Der zerbrochne Krug.[8]
- Münchner Kammerspiele:
  - Frida in Henrik Ibsens John Gabriel Borkmann, wobei ihre Darbietung am Flügel herausgehoben wurde.[9][10][11][12][13]
- Staatstheater Stuttgart:
  - Gutsbesitzer Manilow in Nikolai Wassiljewitsch Gogols Die toten Seelen.[14]
  - Missy in Fritz Katers (alias Armin Petras) 5 Morgen.[15][16][17][18] In der Berichterstattung wurde sie als „wunderbar“[19] und unglaublich[2] beschrieben.
  - Polly Peaches in Bertolt Brechts und Kurt Weills Die Dreigroschenoper.[20][21][22] Plaß wurde in der Berichterstattung über das Stück als „Schauspielglück“[23] bezeichnet.
- Theater Bremen:
  - Aksinja in Dmitri Dmitrijewitsch Schostakowitschs Lady Macbeth von Mzensk[24]
  - Tilly in Wahlverwandtschaften von Armin Petras[25]
- Deutsche Oper Berlin
  - Schneekönigin, Blumenkönigin und Räuberkönigin in Die Schneekönigin von Hans Christian Andersen.[26]

## Filme und Serien (Auswahl)
- 2013: Hattinger und die kalte Hand
- 2016: Hattinger und der Nebel
- 2016: Bis einer weint (Kurzfilm)
- 2014: Hirngespinster
- 2018: Mackie Messer – Brechts Dreigroschenfilm
- 2018: SOKO-Wismar – Folge Nach der Ebbe kommt der Tod
- 2019: Morden-im-Norden – Folge Unter der Haut
- 2020: Think Big! (Serie)
- 2020: Schneewittchen am See
- 2021: 8 Zeugen
- 2021: Harter Brocken: Der Waffendeal
- 2021: SOKO Köln: Im Rausch der Begierde
- 2021: Faking Hitler
- 2022: Freunde sind mehr – Viergefühl
- 2022: Alice
- 2023: Zimmer mit Stall – Kuhhandel
- 2023: Die Chefin (Fernsehserie, Folge Weg des Geldes)
- 2023: Neue Geschichten vom Pumuckl
- 2023: Kolleginnen (Fernsehreihe, Folge Abgetaucht)
- 2024: Praxis mit Meerblick – Die Kämpferin (Fernsehreihe)
- 2025: Ein Sommer in Italien (Fernsehreihe)
- 2025: Das gläserne Kind
- 2025: Lena Lorenz: Das halbe Lottchen
- 2025: Ein ganz großes Ding (Fernsehfilm)

## Musik
Im Alter von 13 Jahren wurde Chris Ehrenberg (Gründer des Labels Auf die Plätze…) auf Hanna Plaß aufmerksam und begann mit ihr an eigenen Stücken zu arbeiten. Mit 14 schrieb sie ihre ersten Lieder. Von 2005 bis 2007 war sie Teil der Band AnnA, die eine EP und ein Album veröffentlichte. In München schloss sie sich mit Tom Bola zusammen. Plaß sang und spielte Keyboard, Bola Kontrabass. 2011 nahm Plaß an der on3-startrampe teil. Puls schreibt über die EP Me and Mr. Bola: „[sie] vereint Jazz- und Filmmusik-Einflüsse zu schwelgendem, opulentem Pop.“ Plaß selbst sagt:

„Ich wär so gern manchmal angesagt und Elektro und klein, aber es ist nicht die Musik, die ich schreibe. Es ist einfach nicht so. Ich bin immer so bombastisch, riesig, […] die großen Beckenschläge, die großen Geigen und der Kontrabass. Alles groß! Aber ich mach das auch nicht, um kleinen, futzeligen Kribbelscheiss zu machen. Wenn schon, denn schon!“

Beim Schreiben der Texte lässt sie sich teilweise von ihrem Onkel inspirieren, der Schriftsteller und Professor in Australien ist. Der Name Ginger Redcliff ist eine Idee ihrer jüngeren Schwester.
Im August 2022 veröffentlichte Hanna Plass ihre erste Solo-EP On Track als Ritual Record. Die Ritual Record enthält fünf Gegenstände für jeweils fünf Rituale zu den fünf Songs der EP On Track. Hanna Plass sagt selbst: „Ich möchte eine verbindende Realität schaffen. In unserem digitalen Zeitalter brauchen wir eine neue Haptik für Musik.“
Veröffentlichungen
Mit AnnA:
- Poser (EP, 2005, Zero2records / Auf die Plätze…)
- Wir gehen schon mal vor (Album, 2006, Zero2records / Auf die Plätze…)
- Schneller Propeller (Single, 2006, Zero2records / Auf die Plätze…)

Als Ginger Redcliff:
- Me and Mr. Bola (EP, 2009, AdP Records)
- Tomorrow and Today (Single, 2011, AdP Records)
- Out of Me (Single, 2012, AdP Records)
- Note (Album, 2012, AdP Records)[1][32] Plattentests.de gab dem Album 7 von 10 Punkten und schrieb "Wie schon auf 'Me & Mr. Bola' ist [Ginger Redcliffs] Ausdrucksmedium lupenrein-wohldosierter Pop. Dabei flirtet Redcliff mit Radiotauglichkeit auf der einen und spröder Eigenwilligkeit auf der anderen Seite. […] Die Richtung von 'Note' ist Geradlinigkeit.[33]

Solo (als Hanna Plass):
- Humpty Heart (Single, 2022, AdP Records)[34]
- The Call (Single, 2022, AdP Records)
- On Track (EP, 2022, AdP Records)

### Verbindung von Schauspiel und Musik
Bei mehreren Theaterinszenierungen war Hanna Plaß nicht nur schauspielerisch, sondern auch musikalisch tätig. Sie sagt dazu:

„Ich glaube schon, dass es ein Plus ist, als junge Schauspielerin musizieren zu können. […] Musik kann Emotionen freisetzen, die über das Schauspiel in dem Moment schwieriger herzustellen wären. Man tendiert deshalb oft dazu, Musik als emotionales Schmiermittel zu verwenden. Das ist gefährlich. Was nicht passieren darf, ist, dass ich als Schauspielerin immer anfange zu singen, wenn es emotional wird, wenn schauspielerischer Mut gefragt wäre.“

### Regie
- Am Mainfranken Theater Würzburg wurde 2018 das Stück Leighton´s Jukebox unter der Regie von Hanna Plaß aufgeführt.[35]

## Hörspiele
- 2015: Christoph Prochnow: Van Goghs Schweigen – Regie: Andrea Getto (Kriminalhörspiel – DKultur)

## Auszeichnungen
- 2012: Luisenburg-Nachwuchspreis[3]

## Sonstiges
Hanna Plaß spielt in dem Musikvideo zu Dein Lächeln verdreht Köpfe von Fiva & Das Phantom Orchester mit.